# Zakspeed 861
La Zakspeed 861 è una monoposto di Formula 1, progettata da Paul Brown e costruita dalla scuderia tedesca Zakspeed per partecipare al campionato mondiale di Formula Uno del 1986 e del 1987. Nel 1986 i suoi piloti erano Jonathan Palmer e Huub Rothengatter.